# Avernes-Saint-Gourgon
 Avernes-Saint-Gourgon  es una población y comuna francesa, situada en la región de Baja Normandía, departamento de Orne, en el distrito de Argentan y cantón de Vimoutiers.

## Demografía
| 117 | 120 | 78 | 72 | 55 | 63 |
| Para los censos de 1962 a 1999 la población legal corresponde a la población sin duplicidades (Fuente: INSEE [Consultar]) |     |    |    |    |    |